# Rumänische Eishockeyliga 1951/52
Die Saison 1951/52 war die 22. Spielzeit der rumänischen Eishockeyliga, der höchsten rumänischen Eishockeyspielklasse. Meister wurde zum insgesamt zweiten Mal in der Vereinsgeschichte Avântul Miercurea Ciuc.

## Hauptrunde

### Tabelle
|    | Klub                   |
| -- | ---------------------- |
| 1. | Avântul Miercurea Ciuc |
| 2. | Spartak Târgu Mureș    |
| 3. | CCA Bukarest           |
| 4. | Flacăra Bukarest       |
| 5. | Steagul Roșu Brașov    |
| 6. | Știința Cluj           |
| 7. | Locomotive Galați      |
| 8. | Spartak Sighișoara     |
| 9. | Dinamo Brașov          |